# Tunnel Trance Force
Tunnel Trance Force war eine Reihe von Trance-Compilations, die in Zusammenarbeit von Tunnel Records, dem hauseigenen Label des Tunnel-Clubs in Hamburg, mit Sony BMG zwischen 1997 und 2014 viermal jährlich erschienen ist. Auf ihr wurde eine Auswahl der Tracks zusammengefasst, die im Tunnel Club gespielt wurden.

## Entstehungsgeschichte
Die erste Tunnel Trance Force erschien auf dem Label Tunnel Records im Jahr 1994 mit eher unbekannten Künstlern und wie seine unmittelbaren Nachfolger beschränkt auf eine CD pro Compilation. Auf der Tunnel Trance Force 7 – Join The Family aus dem Jahr 1997 fand man dann bereits Künstler wie Kai Tracid. Diese ersten Alben wurden noch von Gerald Malke aka Gary D. zusammengestellt, die späteren, mit Doppel-CD, dann von DJ Dean.
Die nächste Ausgabe fand unter der Schirmherrschaft von Sony Music statt. Die Reihe erschien ab jetzt als Doppel-CD und begann wieder bei der Nummer 1. Sie beinhaltete Künstler wie Members of Mayday, DJ Quicksilver, DJ Energy und Jam & Spoon. Auf der nächsten TTF waren unter anderem Dr. Motte, WestBam, Nalin & Kane, Taucher, die Vol. 3 enthielt Tracks von Kai Tracid und Commander Tom.
Auf der Vol. 4 fanden sich unter anderem DJ Quicksilver und DJ Snowman. Auf den nächsten zwei waren außer Kai Tracid kaum bekannte Künstler vertreten, wogegen auf Vol. 7 dann wieder DJs wie DJ Sakin & Friends, Paffendorf und DJ Snowman Lieder beisteuerten.
Die Vol. 8 beinhaltete DJs und Produzenten wie Lady Tom, Schiller, DJ Sakin & Friends und Talla 2XLC. Der prominenteste Vertreter der 1999 erschienenen Volume 9 war Moby. Diese Ausgabe erreichte in der Schweiz mit Platz 8 am 27. Juni 1999 die höchste Chartplatzierung, die je eine Tunnel-Trance-Force-CD in der Schweiz erreichen sollte.
Die nächste Ausgabe Vol. 10 war wieder verstärkt mit Interpreten aus der Undergroundszene gefüllt, während die Nummer elf dann wieder Tracks von bekannten Künstlern wie Kai Tracid, Faithless, DJ Energy und Tillmann Uhrmacher enthielt und auf Platz 25 landete. Der Track von Faithless Why Go war ein Remix von Ferry Corsten mit dem Gesang von Boy George.
Die folgenden Ausgaben wurden kontinuierlich härter und beschränkten sich in der Auswahl an Künstlern verstärkt im Underground, es wurde teilweise sogar etwas Goa in die Sampler integriert, aber die Reihe schaffte es dennoch sich regelmäßig in den Charts zu platzieren. Nummer 12 erreichte Platz 11 in der Schweiz und damit den höchsten Platz in dieser Ära der Tunnel-Trance-Force-Alben nach Nummer 17 mit Platz 10. Weitere Künstler waren Aquagen, Mauro Picotto, Liquid Bass, Darude, Carl Cox, Technoboy, Warp Brothers, Miss Shiva, Brooklyn Bounce, Groove Coverage, Tiësto, DJ Snowman, Cosmic Gate, Paul van Dyk, DJ Tatana, und Global Deejays.
Auf der Vol. 35, die im Jahr 2005 erschien, war Scooter als prominentester Vertreter zu hören.
Eine spezielle US-Version der Tunnel Trance Force wird seit 2005 von Water Music Dance aus Encino vertrieben, eine australische Version vom Label Central Station. Die Sampler sind im Wesentlichen dieselben wie die aktuellen europäischen Versionen, werden aber mit Zusatztracks versehen und die Nummerierung beginnt wieder bei eins.
Da sich die Veröffentlichung der 72. Ausgabe immer weiter verschob, gab Tunnel Records auf Nachfrage bekannt, dass die Serie mit Ausgabe 71 abgeschlossen sei.

## Veröffentlichungen
Tunnel Records:
- Tunnel Trance Force Vol. 1  (1994)
- Tunnel Trance Force Vol. 2  (1994)
- Tunnel Trance Force Vol. 3  (1995)
- Tunnel Trance Force Vol. 4
- Tunnel Trance Force Vol. 5
- Tunnel Trance Force Vol. 6
- Tunnel Trance Force Vol. 7 - Join The Family (1997)

Tunnel Records & Sony BMG:
- Tunnel Trance Force Vol. 1  (17. Juni 1997)
- Tunnel Trance Force Vol. 2  (29. August 1997)
- Tunnel Trance Force Vol. 3  (28. November 1997)
- Tunnel Trance Force Vol. 4  (6. März 1998)
- Tunnel Trance Force Vol. 5  (5. Juni 1998)
- Tunnel Trance Force Vol. 6  (4. September 1998)
- Tunnel Trance Force Vol. 7  (30. November 1998)
- Tunnel Trance Force Vol. 8  (1. März 1999)
- Tunnel Trance Force Vol. 9  (14. Juni 1999)
- Tunnel Trance Force Vol.10  (10. September 1999)
- Tunnel Trance Force Vol.11  (29. November 1999)
- Tunnel Trance Force Vol.12  (13. März 2000)
- Tunnel Trance Force Vol.13  (2. Juni 2000)
- Tunnel Trance Force Vol.14  (4. September 2000)
- Tunnel Trance Force Vol.15  (20. November 2000)
- Tunnel Trance Force Vol.16  (5. März 2001)
- Tunnel Trance Force Vol.17  (5. Juni 2001)
- Tunnel Trance Force Vol.18  (10. September 2001)
- Tunnel Trance Force Vol.19  (26. November 2001)
- Tunnel Trance Force Vol.20  (4. März 2002)
- Tunnel Trance Force Vol.21  (3. Juni 2002)
- Tunnel Trance Force Vol.22  (9. September 2002)
- Tunnel Trance Force Vol.23  (25. November 2002)
- Tunnel Trance Force Vol.24  (3. März 2003)
- Tunnel Trance Force Vol.25  (2. Juni 2003)
- Tunnel Trance Force Vol.26  (1. September 2003)
- Tunnel Trance Force Vol.27  (1. Dezember 2003)
- Tunnel Trance Force Vol.28  (1. März 2004)
- Tunnel Trance Force Vol.29  (1. Juni 2004)
- Tunnel Trance Force Vol.30  (30. August 2004)
- Tunnel Trance Force Vol.31  (29. November 2004)
- Tunnel Trance Force Vol.32  (7. März 2005)
- Tunnel Trance Force Vol.33  (20. Juni 2005)
- Tunnel Trance Force Vol.34  (19. September 2005)
- Tunnel Trance Force Vol.35  (16. Dezember 2005)
- Tunnel Trance Force Vol.36  (17. März 2006)
- Tunnel Trance Force Vol.37  (9. Juni 2006)
- Tunnel Trance Force Vol.38  (29. September 2006)
- Tunnel Trance Force Vol.39  (1. Dezember 2006)
- Tunnel Trance Force Vol.40  (9. März 2007)
- Tunnel Trance Force Vol.41  (25. Mai 2007)
- Tunnel Trance Force Vol.42  (7. September 2007)
- Tunnel Trance Force Vol.43  (20. November 2007)
- Tunnel Trance Force Vol.44  (7. März 2008)
- Tunnel Trance Force Vol.45  (6. Juni 2008)
- Tunnel Trance Force Vol.46  (5. September 2008)
- Tunnel Trance Force Vol.47  (28. November 2008)
- Tunnel Trance Force Vol.48  (6. März 2009)
- Tunnel Trance Force Vol.49  (5. Juni 2009)
- Tunnel Trance Force Vol.50  (18. September 2009)
- Tunnel Trance Force Vol.51  (27. November 2009)
- Tunnel Trance Force Vol.52  (5. März 2010)
- Tunnel Trance Force Vol.53  (4. Juni 2010)
- Tunnel Trance Force Vol.54  (3. September 2010)
- Tunnel Trance Force Vol.55  (26. November 2010)
- Tunnel Trance Force Vol.56  (4. Februar 2011)
- Tunnel Trance Force Vol.57  (6. Mai 2011)
- Tunnel Trance Force Vol.58  (5. August 2011)
- Tunnel Trance Force Vol.59  (4. November 2011)
- Tunnel Trance Force Vol.60  (3. Februar 2012)
- Tunnel Trance Force Vol.61  (4. Mai 2012)
- Tunnel Trance Force Vol.62  (3. August 2012)
- Tunnel Trance Force Vol.63  (2. November 2012)
- Tunnel Trance Force Vol.64  (1. März 2013)
- Tunnel Trance Force Vol.65  (31. Mai 2013)
- Tunnel Trance Force Vol.66  (6. September 2013)
- Tunnel Trance Force Vol.67  (29. November 2013)
- Tunnel Trance Force Vol.68  (28. Februar 2014)
- Tunnel Trance Force Vol.69 (2. Mai 2014)
- Tunnel Trance Force Vol.70 (29. August 2014)
- Tunnel Trance Force Vol.71 (28. November 2014)